# ستيفانو رسكوني
ستيفانو رسكوني (بالإيطالية: Stefano Rusconi)‏ مواليد 2 أكتوبر 1968 في باسانو دل غرابا، إيطاليا، هو لاعب كرة سلة إيطالي سابق بدأ مسيرته الاحترافية في سنة 1985. يبلغ طوله 6 قدم 10 بوصة (2.1 م). اعتزل اللعب في 2010.

## فرق لعب لها
- بالاكانسترو فاريزي
- فينيكس صنز
- ساسكي باسكونيا
- أولمبيا ميلانو
- بالاكانسترو ريجيانا

## الميداليات
| الميدالية | المسابقة                         |
| --------- | -------------------------------- |
| فضية      | بطولة أمم أوروبا لكرة السلة 1991 |

## روابط خارجية
- ستيفانو رسكوني على موقع الاتحاد الدولي لكرة السلة (الإنجليزية)
- ستيفانو رسكوني على موقع إن بي أي (الإنجليزية)
- ستيفانو رسكوني على موقع سبورتس رفرنس (الإنجليزية)
- ستيفانو رسكوني على موقع كرة السلة الأوروبية.كوم (الإنجليزية)
- ستيفانو رسكوني على موقع إي إس بي إن.كوم (الإنجليزية)
- ستيفانو رسكوني على موقع ريلجم (الإنجليزية)
- ستيفانو رسكوني على موقع بروبوليرز (الإنجليزية)
- ستيفانو رسكوني على موقع سبورتس رفرنس (الإنجليزية)